# Lewak

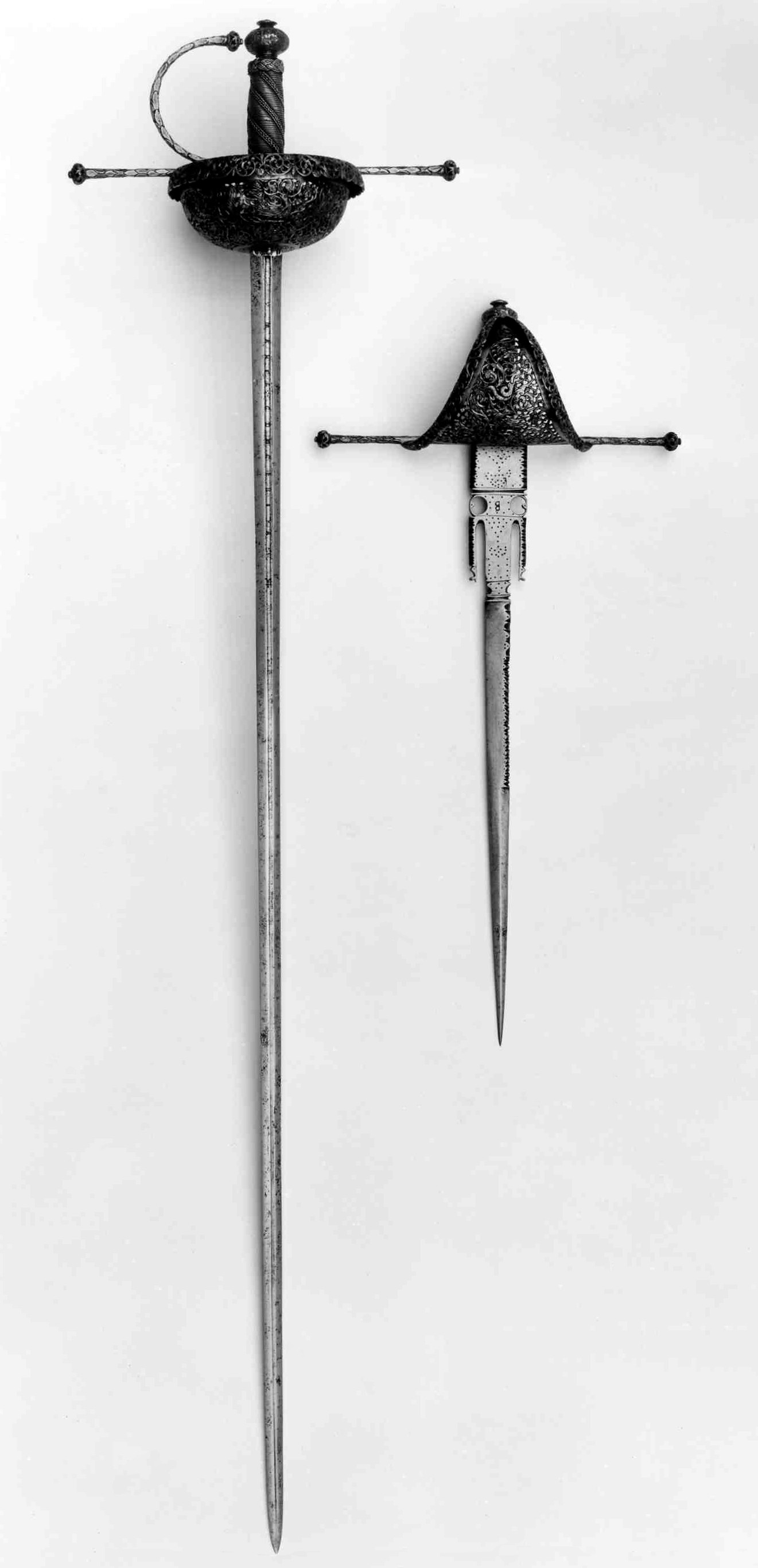
Lewak jako komplet z rapierem, Włochy XVII w.

Lewak – duży sztylet używany wespół z bronią główną, trzymany w ręce niewiodącej (u osób praworęcznych w lewej – stąd nazwa). Jego funkcją jako broni drugorzędnej było zarówno parowanie i blokowanie ciosów przeciwnika, jak i wykonywanie ataków (w sprzyjających okolicznościach). Najczęściej używany wespół z rapierem lub szpadą, niekiedy docelowo wytwarzany jako komplet z bronią główną.

## Historia
Lewak wykształcił się w Europie Zachodniej w połowie XVII wieku. W latach 30. XVII wieku ich użycie zaczęło zanikać, z wyjątkiem Włoch i Hiszpanii, gdzie cieszyły się dużą popularnością. Lewaki wyszły z użycia do XVIII wieku. W Polsce zasadniczo nie były stosowane. 

## Budowa
Typowy lewak miał duży jelec, którego końce były często wygięte w kierunku sztychu, co ułatwiało blokowanie i kontrolowanie głowni przeciwnika. Formy głowicy i zdobienia były zróżnicowane, zazwyczaj dopasowane do broni głównej (bądź identyczne, jeśli obie bronie były wykonane jako komplet).
We Włoszech i Hiszpanii wykształciła się ich charakterystyczna regionalna stylistyka, korespondująca z popularnymi tam rapierami o koszu dzwonowym. Posiadały one kosz w postaci wyprofilowanej trójkątnej blachy (często zdobionej perforowaniem lub grawerowaniem).

## Łamacz mieczy
Specyficzną formą lewaka był tzw. łamacz mieczy, o grubej, mocnej głowni, wyposażonej w symetryczne rozwidlenia (wychodzące od jej nasady). Służyły one do uchwycenia głowni broni przeciwnika i jej wytrącenia lub złamania. Jego technologicznie zaawansowaną formą był sztylet sprężynowy posiadający głownię, której boczne części rozchylały się po zwolnieniu blokady. Powstałe w ten sposób rozwidlenie pełniło analogiczną funkcję jak w pierwowzorze, umożliwiając uchwycenie broni przeciwnika.

## Galeria

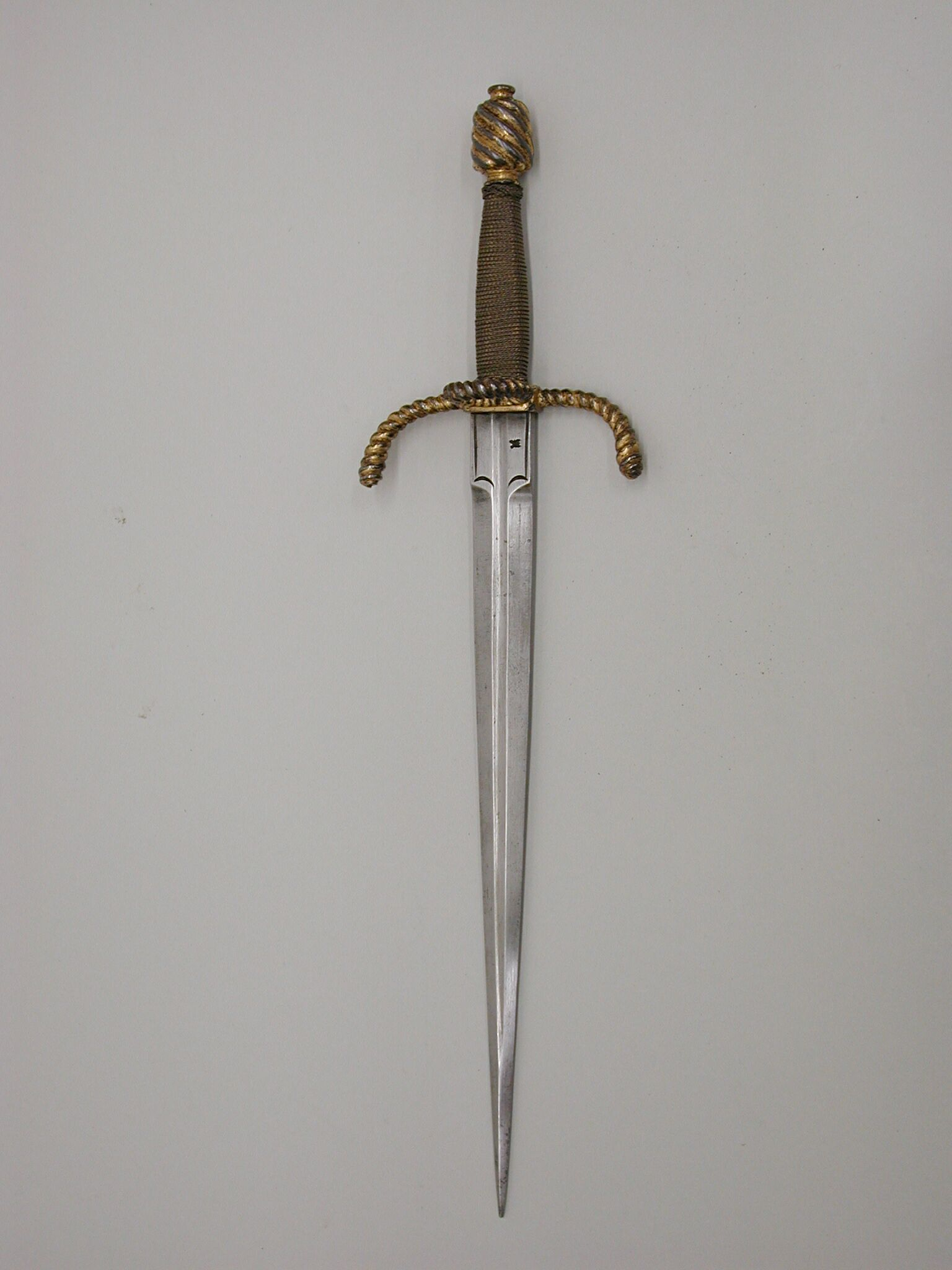
Typowy wczesny lewak (około 1580)
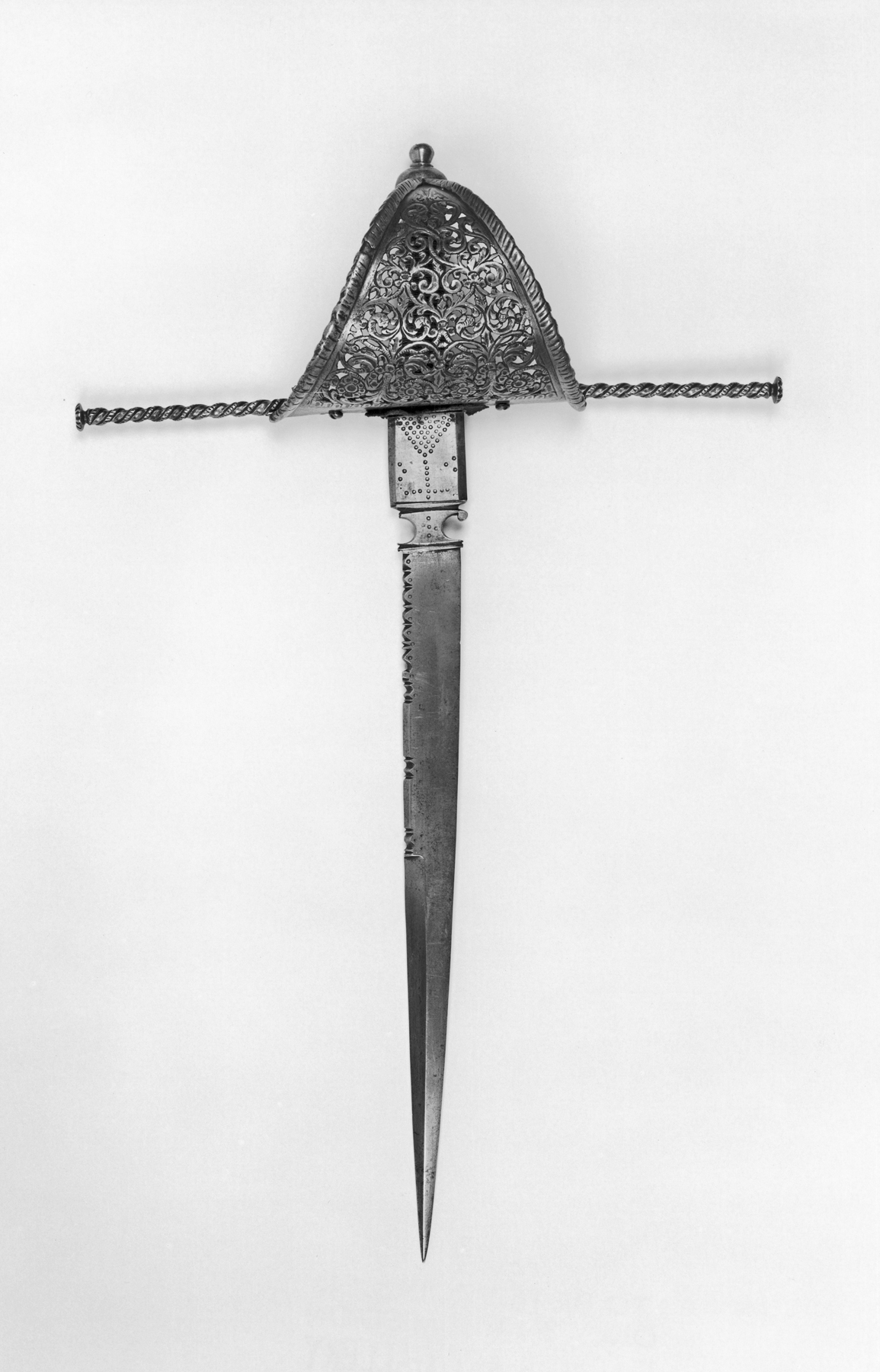
Klasyczny lewak typu hiszpańskiego z drugiej połowy XVII wieku
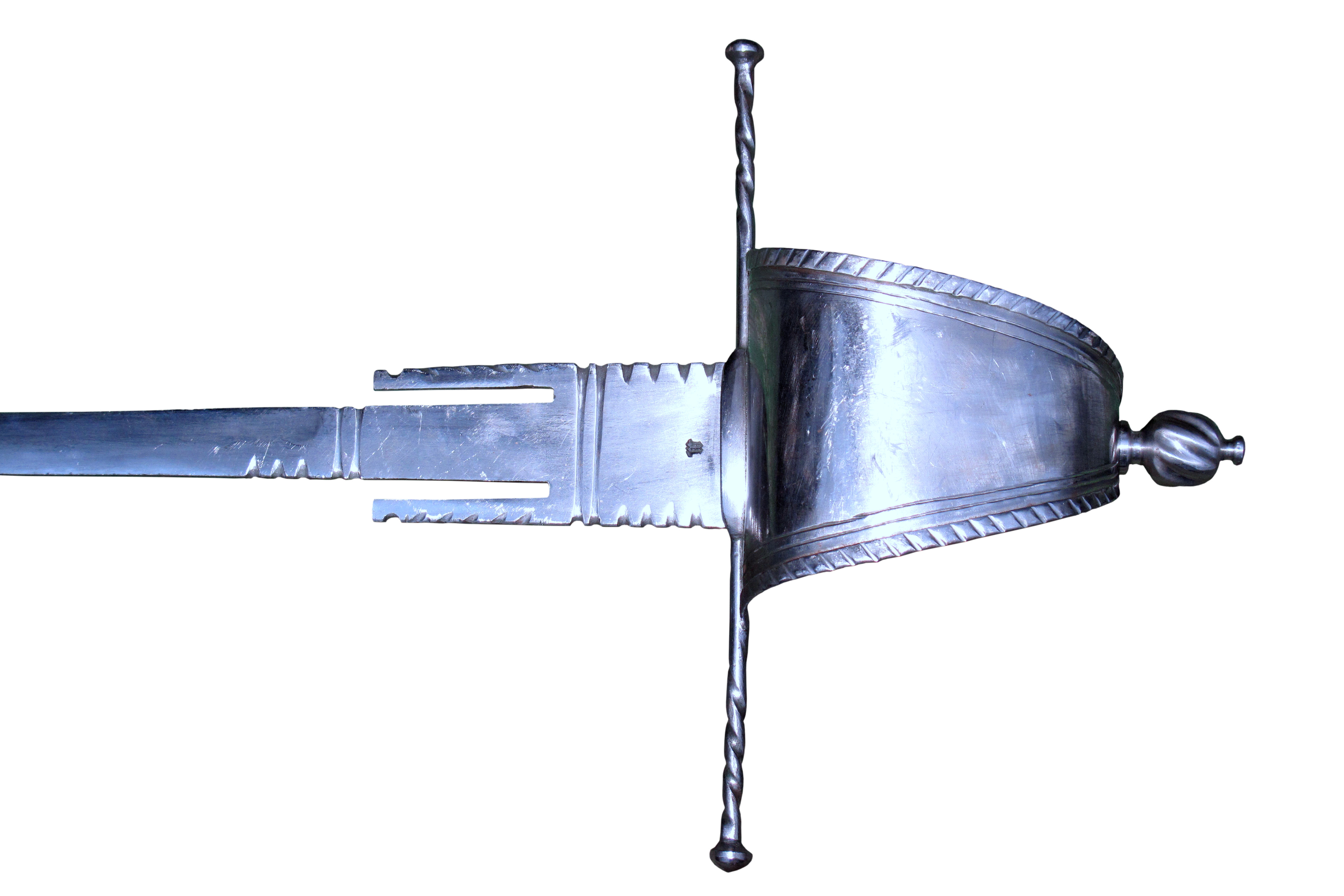
Lewak jako łamacz mieczy (widoczne rozwidlenia na głowni)
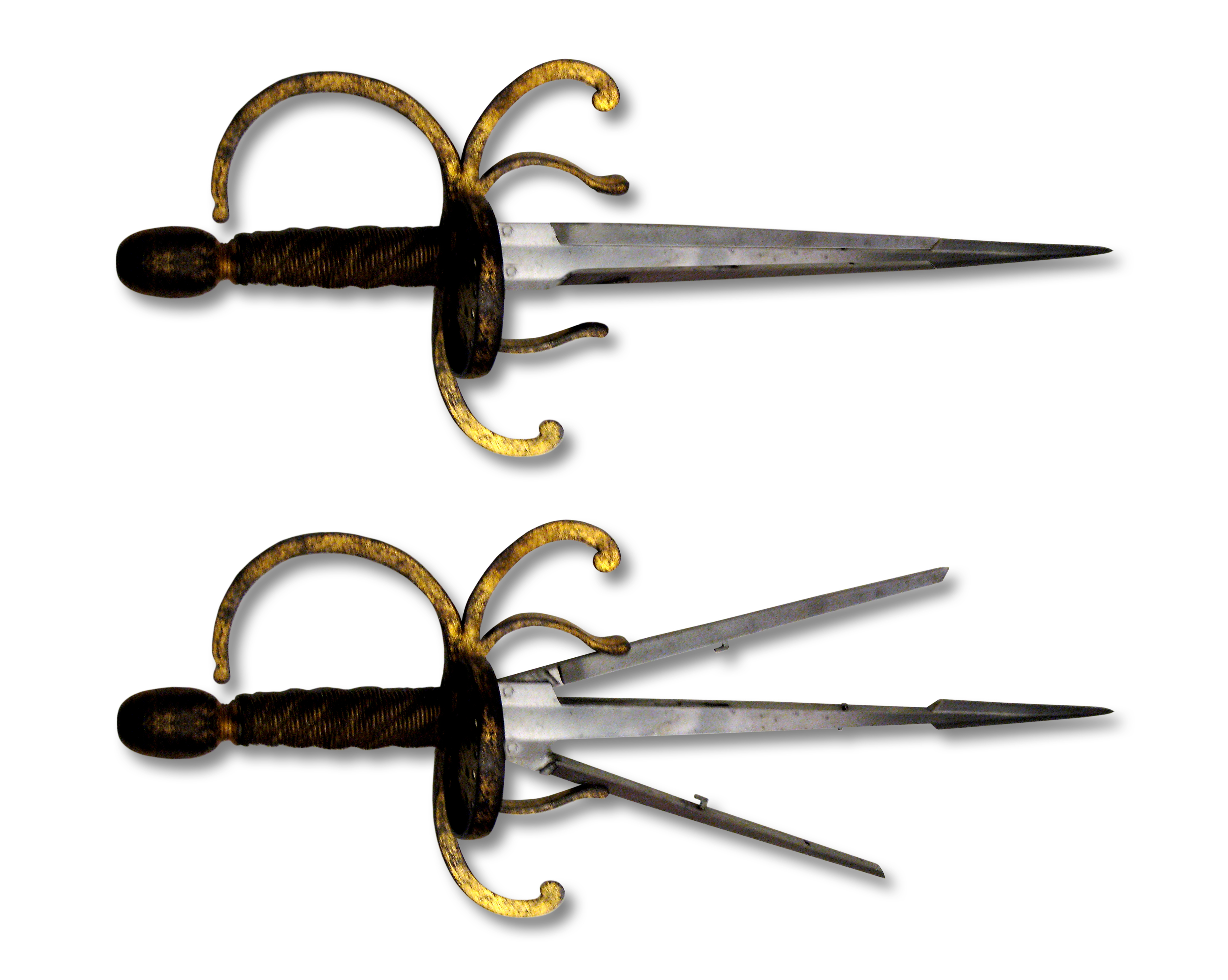
Lewak jako sztylet sprężynowy (głownia zamknięta i otwarta)
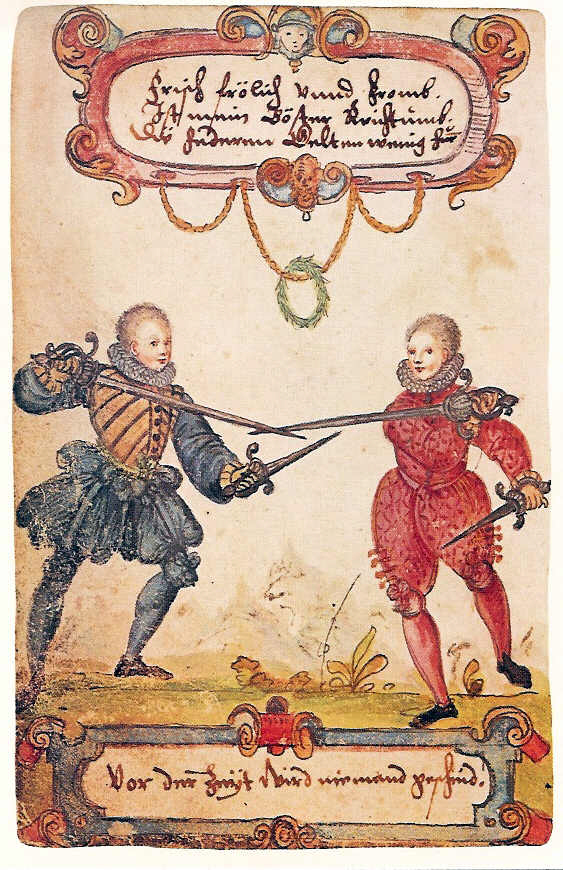
XVI wieczne przedstawienie walczących uzbrojonych w lewaki
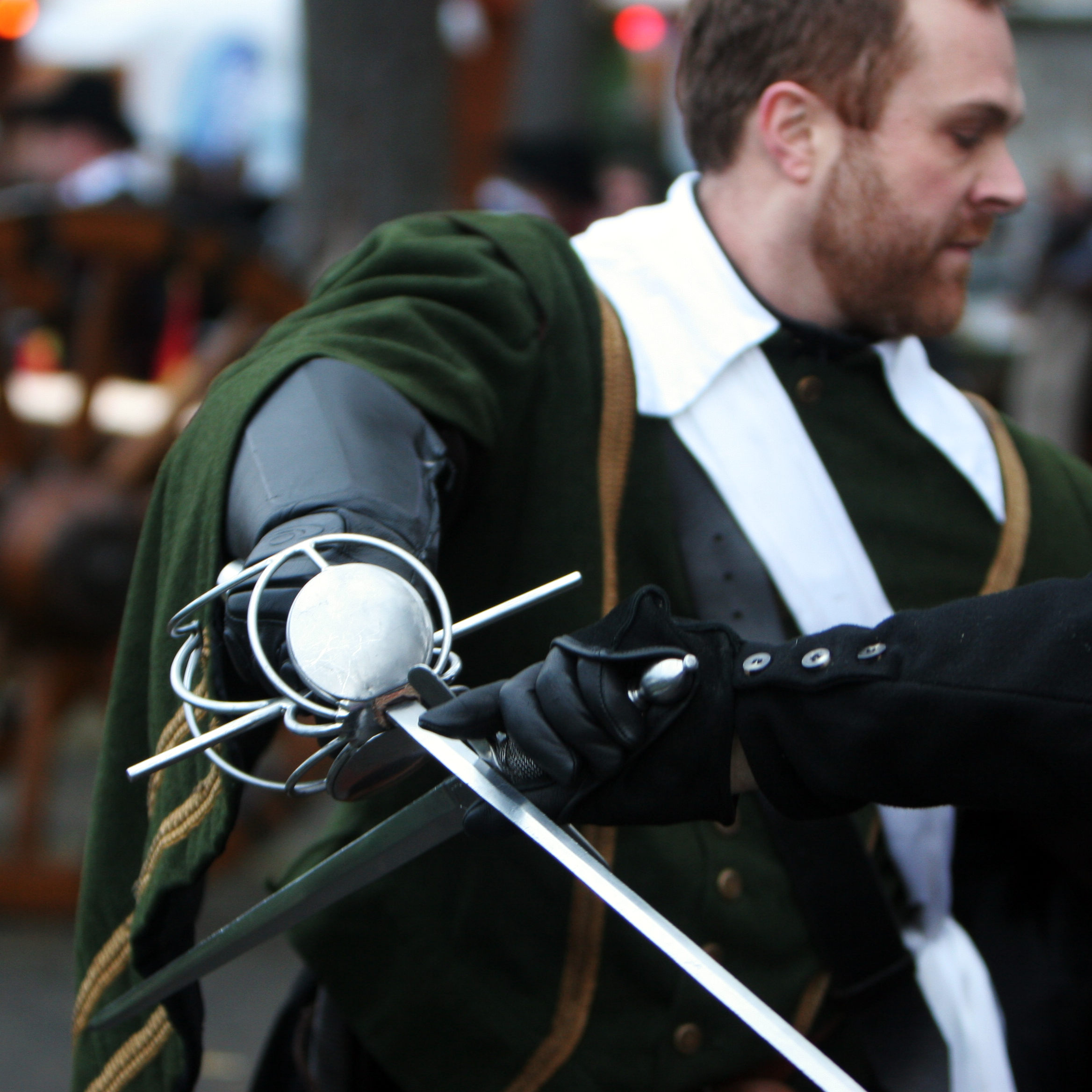
Przykładowa technika stosowania lewaka